# Chemnitz-Erfenschlag
Erfenschlag ist ein südöstlich gelegener Ortsteil von Chemnitz. Er ist ca. 8 km vom Stadtzentrum entfernt und grenzt an die Chemnitzer Stadtteile Reichenhain, Adelsberg, Einsiedel, Harthau und Altchemnitz. Erfenschlag zählt 962 Einwohner (Stand: 31. Dezember 2023) und ist damit der Stadtteil mit der kleinsten Einwohnerzahl. Im Oktober 2004 waren noch 1038 Einwohner in Erfenschlag registriert.

## Geschichte
Zur Zeit der deutschen Ostexpansion wurde Erfenschlag als Waldhufendorf gegründet. Im Jahr 1402 wird der Ort in Verbindung mit der „Erfenslegere straße“ erstmals erwähnt. Weitere Erwähnungen fanden 1439 (als „Erfferslag“) und 1486 (als „Erfferslagk“) statt. Der Name bedeutet so viel wie „Rodungssiedlung einer Person namens Erphari“. Bereits ab dem 13. Jahrhundert war Erfenschlag der Herrschaft Einsiedel lehnspflichtig. 1446 unterstand der Ort noch der Pflege Schellenberg, rund 40 Jahre später kam der Ort an das Amt Wolkenstein. Seit 1539 ist Erfenschlag nach Einsiedel gepfarrt. Im Jahr 1832 wechselte Erfenschlag zum Amt Chemnitz, dann 1856 zum Gerichtsamt Chemnitz. Das Dorf gehörte 1874 zur Amtshauptmannschaft Chemnitz. Am 1. Juli 1950 wurde Erfenschlag nach Chemnitz eingemeindet.
Bereits 1808 entstand hier eine der ersten sächsischen Spinnmühlen. Sie wurde vom Chemnitzer Handelshaus Schnabel & Co. gegründet. Im Zweiten Weltkrieg wurde diese Spinnmühle stark beschädigt, worauf sie 1959 abgebrochen wurde.
Erfenschlag war schon ab 1539 nach Einsiedel gepfarrt und besitzt keine eigene Kirche. Im Jahr 2000 wurde die Schwesternkirchgemeinde „Einsiedel – Reichenhain mit Erfenschlag und Berbisdorf“ gebildet.

## Verkehr

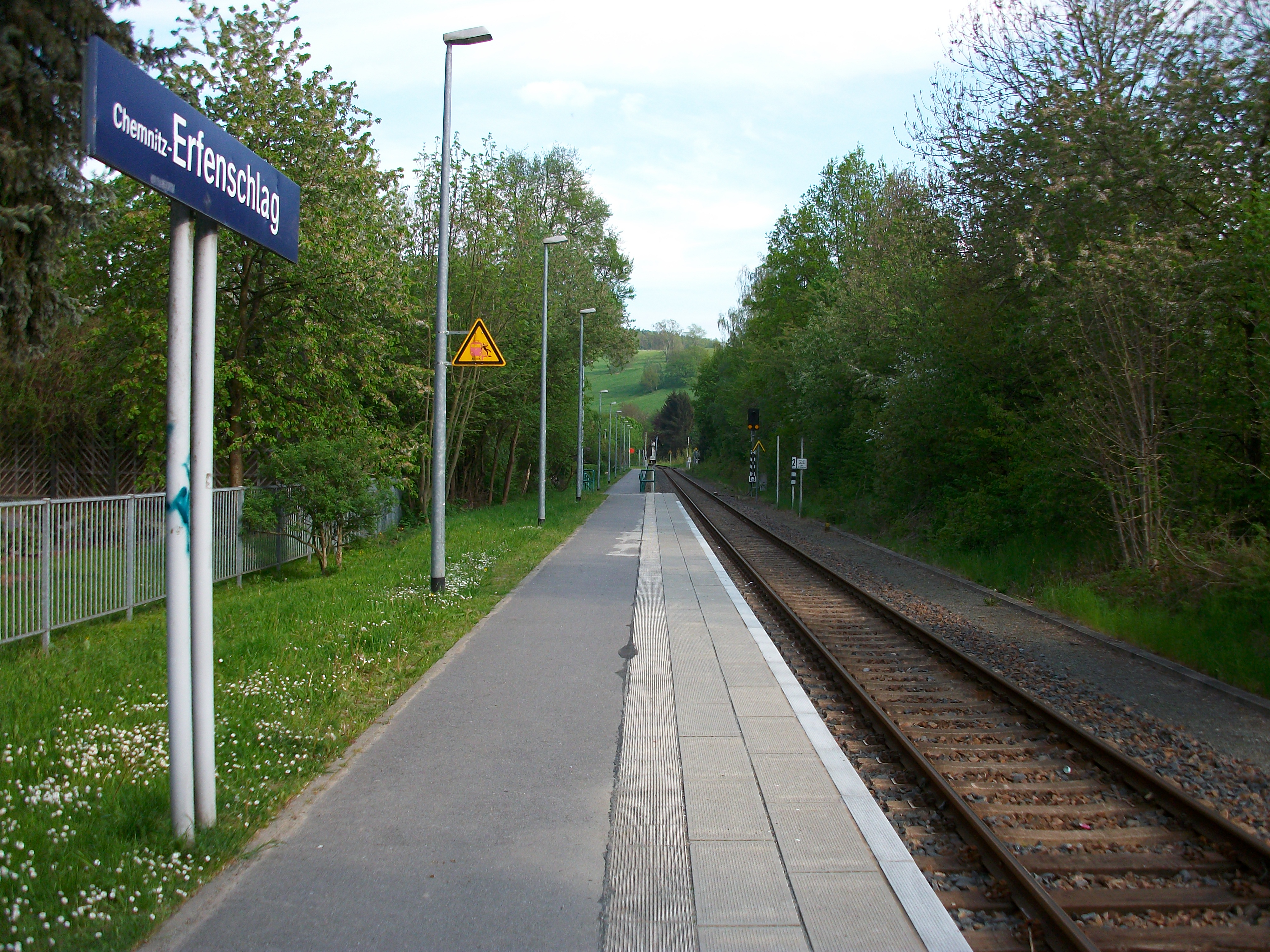
Haltepunkt Chemnitz-Erfenschlag (2016)

Durch den Ort führen die Staatsstraße 232 (Chemnitz–Ehrenfriedersdorf) sowie die Bahnstrecke Chemnitz–Adorf, auf der die City-Bahn Chemnitz verkehrt. Zwei Haltepunkte, von denen einer den früheren Bahnhof Chemnitz-Erfenschlag ersetzt, liegen im Bereich des Ortsteils. Weiterhin ist Erfenschlag durch verschiedene Buslinien in das Netz des ÖPNV eingebunden.